# Zoltán Csuka
Zoltán Csuka  (Plandište, 22. rujna 1901. – Andzabeg, 23. ožujka 1984.) je bio mađarski pjesnik i prevoditelj.
Rodio se u selu Plandištu (mađ. Zichyfalva) u južnom Banatu.
Srednju školu (gimnaziju) je pohađao u Subotici i Pečuhu.
Najveće je prevoditeljsko ime u Mađara po prevođenju djela s hrvatskog jezika na mađarski jezik. Preveo je Krležina, Cesarčeva, Držićeva, Goranova, Novakova, Ujevićeva, Andrićeva i ina djela.
Također je najistaknutije ime u Mađara po prevođenju djela sa srpskog jezika na mađarski jezik, među ostalim i Andrićeva djela.
Preveo je oko sto knjiga. 